# Eriocera mitrula
Eriocera mitrula là một loài bướm đêm trong họ Noctuidae.